# Privatbrauerei Hofmühl
Privatbrauerei Hofmühl és l'única fàbrica de cervesa de la ciutat d'Eichstätt, Alemanya.
Va ser fundada l'any 1492 per Wilhelm von Reichenau. Hofmühl estalvia cada any un 60% de l'energia necessària per al seu funcionament amb la tècnica cervesera "Merlin" i l'energia solar. Aquesta fàbrica de cervesa és particularment reconeguda pels seus tipus de cervesa Hefeweizen i Helles.